# Борове (Крутіхинський район)
Борове́ (рос. Боровое) — село у складі Крутіхинського району Алтайського краю, Росія. Адміністративний центр Боровської сільської ради.

## Населення
Населення — 402 особи (2010; 501 у 2002).
Національний склад (станом на 2002 рік):
- росіяни — 93 %